# The Beatmasters
The Beatmasters is een Brits team van songwriters, muzikanten en producenten op het gebied van dance, ze zijn een van de grondleggers van de hiphouse.

## Bezetting
- Amanda Glanfield[5]
- Paul Carter[6]
- Richard Walmsley[7] (tot 1991)

## Geschiedenis
Amanda Glanfield en Paul Carter werkten samen in de tv-reclamejingle-industrie, toen ze werden voorgesteld aan de muzikant Richard Walmsley. Nadat ze enkele van de eerste Chicago House-werken hoorden, namen de drie Rock Da House op met de bescheiden intentie om hun eigen melodieën te horen in een nachtclub. Nadat men zich de naam The Beatmasters had toegelegd, werd een beperkt aantal kopieën geperst en verdeeld onder Londense clubs en deejays van piratenzenders. Tot hun verrassing kreeg het nummer ook de belangstelling van het opkomende label Rhythm Kings. Het trio bevond zich spoedig in het gezelschap van Bomb the Bass en S'Express, die samen bij hetzelfde label de Britse hitlijsten domineerden tussen 1988 en 1989.
De groep had zeven succesvolle singles, waaronder de hit Burn It Up met de soullegende P.P. Arnold en Rock Da House met The Cookie Crew, die in 1988 in het Verenigd Koninkrijk hun grootste hit werd (#5). Een verdere opmerkelijke single was Hey DJ! (I Can't Dance to That Music You're Playin') van de Britse zangeres Betty Boo, die zich in 1989 in de Britse hitlijst plaatste (#7).
Ze brachten de twee albums Anywayawanna (1989) en Life and Soul (1990) uit onder de naam The Beatmasters. De albums werden later samengevat als Anywayawanna - The Best of The Beatmasters.
Na het vertrek van Richard Walmsley wegens persoonlijke redenen vormden Carter en Glanfield een zeer succesvolle carrière als remixers en producenten, die tot vandaag voortduurt. Hun eerste grote succes als duo kwam in 1991 met de herbewerkte nieuwe versie van de single Move Any Mountain / Progen91 van The Shamen, die zich plaatste in de Britse hitlijst (#3) en Indie Dance Crossover lanceerde. In 1992 verstevigden ze hun reputatie met het werk aan de nieuwe singles van het album Boss Drum van The Shamen. Met deze herbewerkte versies hielpen ze om de sound van de ravecultuur te definiëren, beginnend met LSI (Love Seks Intelligence), verder met Phorever People en het beroemde Ebeneezer Goode, dat een maand lang de toppositie van de Britse hitlijst bezette. Tijdens het uitbrengen van de laatste single van het album was de invloed van The Beatmasters belangrijk genoeg om de single Boss Drum (Beatmasters Radio Remix) uit te brengen.
Ze produceerden en remixten voor een groot aantal artiesten, waaronder Marc Almond, The Pet Shop Boys, Blur, Roachford, Betty Boo, Moby, Aswad, Eternal, Tina Turner, David Bowie en Girls Aloud. Ze produceerden verder dance, pop en rock.

## Discografie

### Singles
- 1987: Rok Da House (feat. Cookie Crew)
- 1988: Burn It Up (feat. P.P. Arnold)
- 1989: Who's In The House (feat. MC Merlin)
- 1989: Hey DJ! (I Can't Dance to that Music You're Playing)/Ska Train (feat. Betty Boo)
- 1989: Warm Love (feat. Claudia Fontaine)
- 1991: Boulevard of Broken Dreams
- 1991: Dunno What it is (About You)

### Albums
- 1989: Anywayawanna
- 1991: Life and Soul
- 2004: Anywayawanna - The Best of the Beatmasters (compilatie)

### Producties
- 1987: Females - Cookie Crew
- 1987: Born Free - MC Merlin
- 1988: Stay Away - Hotline
- 1989: Stand Up for Your Love Rights - Yazz
- 1990: Doin the Do - Betty Boo
- 1993: Could This Be Love? - Kerry Shaw
- 1994: Shine - Aswad
- 1994: Warriors - Aswad
- 1995: Danger in Your Eyes - Aswad
- 1995: Bubblin Hot - Pato Banton
- 2002: Space - Bond
- 2002: Kashmir - Bond
- 2002: Allegretto - Bond
- 2002: Gypsy Rhapsody - Bond
- 2003: Boogie Down Love - Girls Aloud
- 2003: Love Bomb - Girls Aloud
- 2003: Marrs Attack - Girls Aloud
- 2003: Grease - Girls Aloud
- 2006: Wigwam - Wigwam (Alex James/Betty Boo)
- 2008: Blink - Helicopter Girl
- 2008: Metropolitan - Helicopter Girl
- 2009: Hey DJ 2009 - The Beatmasters

### Remixen
- 1987: Behind the Wheel  - Depeche Mode
- 1987: (Get Your Kicks on) Route 66  - Depeche Mode
- 1988: These Things Happen  - Viola Wills
- 1991: Move Any Mountain/Progen  - The Shamen
- 1992: L.S.I.  - The Shamen
- 1992: Phorever People  - The Shamen
- 1992: Ebeneezer Goode  - The Shamen
- 1992: Boss Drum  - The Shamen
- 1992: Comin On Strong  - The Shamen
- 1992: Lucy Can't Dance  - David Bowie
- 1995: Destination Eschaton  - The Shamen
- 1995: Transamazonia  - The Shamen
- 1995: MK2A  - The Shamen
- 1993: Fall from Grace  - Eskimos and Egypt
- 1993: Disco Inferno  - Tina Turner
- 1993: Everytime You Touch Me  - Moby
- 1993: I Wouldn't Normally Do This Kind of Thing  - Pet Shop Boys
- 1994: Adored and Explored  - Marc Almond
- 1994: Jungle Warrior  - Aswad
- 1994: I Love Saturday  - Erasure
- 1994: Run to the Sun  - Erasure
- 1995: Into the Blue  - Moby
- 1995: Shine  - Aswad
- 1995: Boys and Girls  - Blur
- 1995: Down  - Roachford
- 2000: Still Be Lovin' You  - Damage
- 2000: So What If I  - Damage
- 2000: Sugar Baby  - Elizabeth Troy
- 2000: Minus 10 Degrees  - Elizabeth Troy
- 2000: I Got U  - Elizabeth Troy
- 2005: Lover  - LMC